# Ward's Island
Ward's Island je ostrov v New Yorku na řece East River. Administrativně patří městské části Manhattan. S městskou částí Queens jej spojuje železniční most Hell Gate Bridge a je spojen s ostrovem Randall's Island na severu.
Tyto dva ostrovy mají celkem rozlohu 2,2 km² a žije na nich 1 386 obyvatel (2000).